# Apoctena clarkei
Apoctena clarkei är en fjärilsart som först beskrevs av Alfred Philpott 1930b.  Apoctena clarkei ingår i släktet Apoctena och familjen vecklare. Inga underarter finns listade i Catalogue of Life.